# Асконе, Рокко
Рокко Анджело Асконе (фр. Rocco Angelo Ascone; род. 12 сентября 2003, Франция) — французский футболист итальянского происхождения, полузащитник датского клуба «Норшелланн».

## Клубная карьера
Асконе — воспитанник клуба «Лилль». В начале 2022 года игрок на правах аренды перешёл в датский «Норшелланн». 27 февраля в матче против «Раннерс» он дебютировал в датской Суперлиге. 23 октября в поединке против «Раннерс» Рокко забил свой первый гол за «Норшелланн».